# Leba Pati
Die Leba Pati, Bislama für Vanuatu Labour Party – französisch Parti Travailliste du Vanuatu, ist eine Partei in Vanuatu. Sie wurde am 3. Juni 1987 auf Initiative mehrerer Gewerkschaften und auf Vorschlag von Ephraim Kalsakau, einem Führer der Vanuatu Municipal Workers Union, gegründet um bei den Wahlen in Vanuatu 1987 anzutreten.

## Geschichte
In den Wahlen 1987 stellte die Partei vier Kandidaten auf; George Kalsakau in Port Vila, Willy Romain in Tanna, Thomas Reynold in Luganville und Kenneth Satungia für Efate. Alle vier Kandidaten waren lokale Führer der Gewerkschaften. Ephraim Kalsakau behauptete später, dass die Teilnahme an den Wahlen nur als Mittel zur Bewusstseinsbildung gedacht war und überhaupt nicht geplant war, dass die Partei gewinnen könnte.
1991 stellte die Partei jedenfalls keine Kandidaten auf.
Erst 2005 erhielt die Partei wieder einen Repräsentanten im Parlament, als Joshua Kalsakau, der damalige Minister for Ni-Vanuatu Business und Abgeordnete von Efate der National Community Association Party, sich der Partei anschloss.
Joshua Kalsakau ist Präsident der Partei während Lui Kaltonga Generalsekretär ist.
Verbunden ist die Partei mit dem Vanuatu Council of Trade Unions und der Vanuatu National Workers Union. Hochburg ist die Hauptstadt Port Vila.
Joshua Kalsakau wurde bei den Wahlen in Vanuatu 2008 wiedergewählt. In Luganville war zu selber Zeit Pierre Malamlaen Kandidat für die Partei. Malamlaen errang keinen Sitz im Parlament. Nach den Wahlen wurde Joshua Kalsakau als neuer Minister of Justice im Kabinett von Edward Natapei benannt. In den Wahlen in Vanuatu 2012 verlor Kalsakau knapp seinen Sitz, mit nur zwölf fehlenden Stimmen (von mehr als 15.000). Damit hatte die Labour-Partei keinen Abgeordneten mehr im Parlament. Erst 2016 zog sie wieder mit einem Sitz in das Parlament ein, verlor diesen Sitz jedoch wieder in den Wahlen 2020.

## Wahlergebnisse
| Wahl      | Stimmen | %   | Mandate |
| --------- | ------- | --- | ------- |
| Wahl 1987 | 322     | 0,6 | 0 / 46  |
| Wahl 1991 | –       | –   | 0 / 46  |
| Wahl 1995 | 884     | 1,2 | 0 / 50  |
| Wahl 1998 | –       | –   | 0 / 52  |
| Wahl 2002 | –       | –   | 0 / 52  |
| Wahl 2004 | 1.319   | 1,4 | 0 / 52  |
| Wahl 2008 | 3.058   | 2,9 | 1 / 52  |
| Wahl 2012 | 1.182   | 1,0 | 0 / 52  |
| Wahl 2016 | 1.780   | 1,6 | 1 / 52  |
| Wahl 2020 | 2.866   | 2,0 | 0 / 52  |
| Wahl 2022 | –       | –   | 0 / 52  |